# TEMPLE
TEMPLE（テンプル）はポップ・ロックバンドNONA REEVESのボーカル、及び作詞・作曲を担当する西寺郷太のソロユニットである。2006年活動開始。

## メンバー
- 西寺郷太（にしでらごうた、1973年11月27日 - ）

## ディスコグラフィ
- 2006年
  - 11月、エスカレーターレコーズから発売された「GARAGE BANDITS」に「X DAY (Pt.1)」にて初参加。
  - 12月、「GRAND SLAM / "TEMPLE'S SINGER, SONG WRITING & REMIX" / Remixed by TEMPLE aka GOTA NISHIDERA from NONA REEVES」。FREDO の REMIX ALBUM 「REMACK」( second royal records )に収録。
- 2007年4月、FREDO、TEMPLE & HEALTHY BOY 名義で「LOVEBEAT DISNEY」（avex）に参加。